# Striglina buergersi
Striglina buergersi är en fjärilsart som beskrevs av M.Gaede 1922. Striglina buergersi ingår i släktet Striglina och familjen Thyrididae. Inga underarter finns listade i Catalogue of Life.